# Orange Black
Orange Black was een Belgische rockband uit Kontich die drie albums uitbracht. De band werd opgericht toen de drie oorspronkelijke leden 15 jaar oud waren. Later werd de band uitgebreid, maar gitarist Aldo Struyf verliet de band voor de opnames van het derde album om bij Millionaire te spelen. Na de opnames van Morning Notes vervoegden Mathias Onzia en Nico Jacobs de band
Het nummer We've lost gravity werd opgenomen in de 'ultieme Duyster lijst 2003' Het nummer Alaska werd opgenomen op het verzamelalbum Belpop 1998 en Dream team op het album Belpop 2000.
De band speelde onder meer op Pukkelpop.
Dieter Sermeus richtte tevens The Go Find op.

## Discografie
- 1997 It's electric
- 1999 Bright lights
- 2002 Morning notes